# 高橋達直
高橋 達直（たかはし みちなお、1935年（昭和10年）11月20日 - ）は、日本の通産官僚。中小企業庁長官、ライオン社長を歴任。

## 略歴
- 東京都立日比谷高等学校卒業
- 東京大学法学部卒業
- 1960年（昭和35年）4月：通商産業省入省。
- アジア経済研究所出向（ミシガン大学中国問題研究所留学[1]）
- 通商産業省産業政策局国際企業課長。
- 通商産業省立地公害局工業再配置課長。
- 資源エネルギー庁石油部計画課長。
- 資源エネルギー庁石炭部長。
- 資源エネルギー庁次長。
- 通商産業大臣官房商務流通審議官。
- 通商産業省基礎産業局長。
- 1990年（平成2年）6月：中小企業庁長官。
- 1991年（平成3年）6月：通商産業省退官。
- 1991年（平成3年）7月：東京海上火災保険株式会社顧問。
- 1993年（平成5年）7月：ライオン株式会社役員待遇、社長補佐。
- 1994年（平成6年）3月：ライオン株式会社代表取締役社長。
- 2000年（平成12年）3月：ブリストルマイヤーズ・ライオン株式会社代表取締役。
- 2009年 （平成21年）11月：瑞宝重光章受章
- ライオン株式会社会長。
- ライオン株式会社相談役。
- 財団法人ライオン歯科衛生研究所理事長。
- 財団法人油脂工業会館理事。
- 財団法人日中経済協会理事。
- 財団法人日本ファッション協会評議員。

## 通産省同期入省
- 熊野英昭
- 堺屋太一
- 松田岩夫
- 岡松壮三郎（通産審議官）
- 吉田文毅（特許庁長官）
- 広海正光（日商岩井専務、日銀政策委員）